# Бенгоф (Саскачеван)
Бенгоф (енгл. Bengough; изговор ˈbɛn.ɡɔːf) је малено урбано насеље са статусом варошице на крајњем југу канадске провинције Саскачеван. Насеље се налази у појасу рђаве земље познате под називом Биг Мади Вали, на око 44 км северно од државне границе са америчком савезном државом Монтана. Град Вејберн налази се на око 100 км источније, док је административни центар провинције град Реџајна на око 124 км северније.
Насеље лежи на раскрсници провинцијских магистралних друмова 34 и 705.

## Демографија
Према резултатима пописа становништва из 2011. у варошици је живело 313 становника у укупно 230 домаћинстава, што је за 7,1% мање у односу на 337 житеља колико је регистровано 
приликом пописа 2006. године.
| 2006. | 2011. |
| ----- | ----- |
| 337   | 313   |